# Isabel Arvide
 (septembre 2020).
Si vous disposez d'ouvrages ou d'articles de référence ou si vous connaissez des sites web de qualité traitant du thème abordé ici, merci de compléter l'article en donnant les références utiles à sa vérifiabilité et en les liant à la section « Notes et références ».
Maria Isabel Arvide Limon (née le 12 novembre 1951 à Ciudad de México) est une journaliste et écrivaine mexicaine qui a excellé pour son travail politique et social. À partir de 1976, elle a commencé sa carrière journalistique dans l'écriture générale du journal Excélsior, dans lequel elle est restée jusqu'à la mi-1977 pour entrer travailler au journal El Sol de México pour écrire sur des sujets politiques et faire des interviews. En 1979, elle a été finaliste au Prix National de Poésie en Mexique décerné par l'Institut National des Beaux-Arts de cette pays et en 1980 a couvert la guerre Iran-Irak à Bagdad. En 1984, elle a reçu le Prix National de Journalism en Mexique, étant la première femme à le gagner pour un article d'opinion. Connue pour ses commentaires politiques critiques, elle a publié des romans, de la poésie érotique et des interviews.
Elle est considérée à l'échelle nationale comme La Doyenne de la Fontaine Militaire, grâce à son travail exhaustif avec le pouvoir militaire, ainsi que l'une des premières femmes à avoir écrit sur la politique au Mexique. Elle a été Présidente des Conseils d'Administration de la direction éditoriale Siete et de la rédaction de Casablanca, ayant sous sa responsabilité la publication du magazine 7Cambio. Elle était Directrice du journal Summa de Televisa, d'où elle partirait en raison de problèmes de censure contre elle en raison du titre qu'elle a présenté le 1er décembre 1994, "Déçu le Cabinet".

## Biographie
En 1982, elle a fait le tour du pays dans la campagne politique du candidat à la présidence Miguel de la Madrid chronique écrite, dont la compilation a été éditée dans son livre "Al final del túnel", qui a été réédité en 1987 à l'occasion de la découverte du candidat présidentiel de l'époque Carlos Salinas de Gortari.
En 1986, pendant le mandat de six ans du président de l'époque Miguel de la Madrid, Arvide a été interrogé par le Directeur de la Communication Sociale du président, Manuel Alonso Mugnoz pendant près de 7 heures en raison d'une note publiée par la journaliste avec des informations confidentielles du Gouvernement. L'objectif était pour Arvide de déclarer que cela avait fonctionné avait été sa source pour écrire cette note.
En 1988, elle a été Chef de la Coordination Générale de la Communication Sociale du gouvernement de l'État du Chiapas au Mexique.
En 1994, elle a été la seule civile et journaliste à couvrir Le Conflit Politique du Chiapas au Mexique depuis les casernes militaires.
En 1997, elle a publié l'article "A mí también me da pena" où elle appelle l'actrice et la veuve de l'ancien président José López Portillo, Sasha Montenegro -Encueratriz venida a menos- , pour lequel elle a été poursuivie par l'actrice. Dans cette affaire, quatre procès ont été perdus en raison de la manipulation des juges par l'ancien président, l'obligeant à payer environ 5 millions de pesos pour diffamation et calomnie au Monténégro malgré les preuves présentées en faveur d'Arvide.
En 2002, un juge de l'État de Chihuahua au Mexique a accordé une peine de prison formelle au journaliste pour diffamation au procureur de la justice de l'époque, Jesus Solis, puisque, selon Arvide, Solis faisait partie d'un « cartel de la drogue », un argument qui ne pourrait jamais être nié par le gouvernement de l'État. Arvide a été libéré 24 heures plus tard, mais a été forcé de payer le montant approximatif de 750 mille pesos.
En 2009, en tant que Conseillère à la Sécurité dans le gouvernement du gouverneur de l'époque, Humberto Moreira, dans l'État de Coahuila en Mexique, elle a participé, coordonné et promu avec le général Marco Antonio Gonzalez Barreda pour créer un modèle de sécurité qui consistait à militariser secrétariats de la sécurité publique appelé Model Coahuila. Ce modèle de sécurité a mis entre les mains militaires la police d'État, avec un système organisé et supervisé par le chef de la région militaire avec pleine autonomie, égalité des salaires et protection officielle. Tout cela en réponse à l'insécurité croissante et la présence du trafic de drogue dans l'État. Sept mois plus tard, Arvide démissionna de son poste de conseiller en raison de la corruption et de l'impunité croissantes du gouvernement de Leure, ainsi que de désaccords avec le frère du gouverneur, Rubén Moreira.
En avril 2019, lors de l'une des Conférences du Matin du Président Andrés Manuel Lopez Obrador, Arvide a critiqué le traitement et les privilèges à l'égard des journalistes « fifô » par le gouvernement de l'ancien président Enrique Pegna Nieto et le manque de possibilités d'emploi pour le guilde journalistique sous le gouvernement actuel.
Jusqu'au 11 septembre 2019, elle a écrit dans le journal mexicain El Sol de México avec sa chronique d'analyse politique "Sin Gafete" en première page. Sa dernière chronique publiée était "Qu'en est-il du voleur épouses dignes?"
Elle est actuellement conseillère sur les questions de sécurité dans les gouvernements des États, ainsi qu'analyste politique et militaire. Elle tient un site Web sur les questions militaires et de sécurité nationale, ainsi que sa page personnelle.

## Publications
Elle a publié les livres suivants : 
- Persistencia Nocturna, 1977
- Esta vez de madrugada, 1979
- Al final del túnel, 1983
- Los últimos héroes, 1984
- Los papeles del coronel, 1988
- La Verdadera Historia de Camarena según Hilda Vazquez, 1990[1]
- 23 Diálogos con Gobernadores, 1990
- La decisión presidencial, 1993 [2]
- Crónica de una guerra anunciada, 1994
- Asunto de familia, 1995
- Muerte en Juárez, 1996
- Rufino, 1997
- La guerra de los espejos, 1998
- La sucesión  milenaria, 1999
- El enemigo está en casa, 2006
- Mis generales: Una crónica del desamor sobre el poder militar en México, 2012
- Mis presidentes: De Echeverría a Peña Nieto, intimidades sobre el poder presidencial en México, 2013
- Entre Políticos y Rufianes, 2016 [3]
- Sí merezco abundancia: Crónicas de cinismo e impunidad sobre Karime y otras "primeras damas" de México, 2017